# Р243 (автодорога)
Автомоби́льная доро́га Р-243 — автомобильная дорога федерального значения. Кострома — Шарья — Киров — Пермь. Протяжённость дороги — 882 км.

## История
До начала 1990-х годов номер Р-243 принадлежал дороге Казань — Набережные Челны — Уфа.
1 января 2016 года дорога стала федеральной. К этому времени асфальтобетонное покрытие на участке от Костромы до Шарьи находилось в крайне неудовлетворительном состоянии, и средняя скорость движения по участку составляла от 35-55 км в час. Участок от Шарьи до Перми находился в лучшем состоянии, однако и на нем встречался плохой асфальт.
В 2017 году костромской участок трассы планировалось отремонтировать в течение трёх лет за 1 миллиард рублей. К 2018 году нормативно-эксплуатационное состояние трассы оценивалось на 30,9 %. Планировалось привести уровень трассы к нормативному за счёт средств от системы Платон к 2020 году.
В 2018 года начался капитальный ремонт дороги на территории Костромской области, включая мост через р. Волгу в самой Костроме. По состоянию на конец 2020 года эти работы по большей части завершены, за исключением отдельных участков к востоку и юго-западу от Костромы.
К началу 2025 года состав и протяжённость трассы изменятся очень сильно, это связано с сокращениями трасс М7 и М12, а также исключением из перечня федеральных автодорог трассы А153 Нытва — Кудымкар. К 31 декабря 2024 году  трасса расширяется за счёт подъездов к Кудымкару (бывш. А153), Набережным Челнам (бывш. М7, подъезд от трассы к Ижевску (включая обход Ижевска) и Перми (от Ижевска)), а также к трассе М12 (бывш. Р242 на участке Пермь — Ачит).

## Схема маршрута
- Костромская область
  - Кострома
  -  Мост через реку Мезу
  -  Судиславль Костромская улица, Комсомольская улица
  -  улица Свердлова Островское
  -  Мост через реку Меру
  -  Козловка
  -  Мост через реку Корбу
  -  Клеванцево
  -  Мост через реку Медозу
  -  Дымница
  -  Мост через реку Желвату
  -  Вешка
  -  Мост через реку Вотгать
  -  Кадый
  -  34Н-30
  -  Мост через реку Нёмду
  -  Якимово
  -  Мост через реку Нею
  -  Макарьев
  -  Мантурово
  -  Мост через реку Унжу
  -  34К-160
  -  Мост через реку Межу
  -  Вочерово-54
  -  Мост через реку Шекшему
  -  34Р-10
  -  Мост через реку Ветлугу
  -  Шарья
  -  Мост через реку Крутую
  -  Мост через реку Якшангу
  -  Бурундучиха
  -  Мост через реку Семеновку
  -  Поназырево
  -  Мост через реку Нею
- Кировская область
  -  Супротивный
  -  Метил
  -  Гостовский, Жирново
  -  Мост через реку Куку
  -  Крутенский
  -  Новая Указна
  -  Прокопьевское
  -  Созиновы
  -  Мост через реку Какшу
  -  Немченята, Ленинское
  -  Ленинское, Шмоны
  -  Высокораменское
  -  Гаряевы
  -  Мост через реку Сюзюм
  -  Свеча
  -  Мост через реку Свечу
  -  Юма
  -  Мост через реку Юму
  -  Шапки
  -  Мост через реку Берёзовку
  -  Ацвеж
  -  Александровское
  -  Мост через реку Ацвеж
  -  Котельнич, начало участка трассы Р176
  -  Мост через реку Молому
  -  Орлов
  -  Мост через реку Хвощевицу
  -  Красногоры
  -  Мост через реку Великую
  -  Киров, окончание участка трассы Р176
  -  Мост через реку Сандаловку
  -  Слободской
  -  Мост через реку Вятку
  -  Салтыки
  -  Яговкино
  -  Мост через реку Белую Холуницу
  -  Рыбопитомник
  -  Мост через реку Талицу
  -  Белая Холуница
  -  Мост через реку Шелепиху
  -  Шитово
  -  Мост через реку Копью
  -  Омутнинский
  -  Мост через реку Большую Бисеру
  -  Омутнинск Дорожная улица, улица Трудовых резервов
  -  Мост через реку Вятку
  -  Ежово
  -  Мост через реку Белую
  -  Мост через реку Малую Белую
  -  Лупья
  -  Мост через реку Неополь
  -  Полунята
  -  Мост через реку Каму
  -  33К-007
  -  Мост через реку Созим
- Пермский край
  -  Сатино
  -  Мост через реку Сива
  -  Дмитриево
  -  Мост через реку Обву
  -  Ценята
  -  Мост через реку Обву
  -  Карагай, начало участка трассы А153
  -  Мост через реку Шерью
  -  Окончание участка трассы А153, начало участка трассы М7
  -  57К-0019
  -  Мост через реку Сырку
  -  Мост через реку Сюзьву
  -  Краснокамск
  -  Мост через реку Ласьву
  -  Красавинский мост
  - Пермь, окончание участка трассы М7